# Hirofumi Arai
Hirofumi Arai (新井 浩文 Arai Hirofumi?,  Hirosaki, Prefectura de Aomori, 18 de febrero de 1979), cuyo nombre de nacimiento es Park Kyung-sik (박경식), es un actor japonés de ascendencia coreana, afiliado a Anore Inc. Arai es la tercera generación de actores zainichi coreanos.

## Carrera
Arai hizo su debut actoral a la edad de 19 años en la película de 2001 Go, dirigida por Isao Yukisada. Su siguiente papel fue el de Aoki, un estudiante de secundaria emocionalmente afligido en el filme Blue Spring de Toshiaki Toyoda, interpretación que le ganó el premio a "Mejor actor nuevo" en el 17to Takasaki Film Festival. En 2011, Arai interpretó el papel del detective Kazuhiko Soga en el thriller policial televisivo, Douki, junto con Ryūhei Matsuda como el detective Ryota Udagawa y Chiaki Kuriyama como Michiru Soga.
En la edición de junio de 2012 de Switch, una revista japonesa de artes y medios de comunicación, se presentó un segmento especial sobre diez series de manga que inculcan el amor y pasión, elegidos por actores, artistas y músicos japoneses, incluido el mismo Arai, quien eligió a la serie Bakuman, explicando que «Debes aumentar tu poder como mujer aprendiendo a comportarte como una heroína».
Arai es representado por Anore Inc, una agencia de talento fundada en 1996 por el actor Tadanobu Asano, hijo de Yukihisa Sato y hermano del músico Kujun Sato.

## Vida personal
Arai es descendiente de coreanos y su nombre de nacimiento es Park Kyung-sik (박경식). En una entrevista, Arai expresó su interés continuo en participar en películas que exploraban los asuntos coreanos-japoneses.
En 2007, Tokiograph anunció que Arai estaba en una "relación seria" con la cantante Miu Sakamoto, la hija mayor del famoso músico Ryūichi Sakamoto, y la cantante y compositora Akiko Yano, después de haberse conocido durante un programa de televisión en 2006.

### Arresto
El 1 de febrero de 2019, Arai fue arrestado por agresión sexual a una masajista a domicilio el 1 de julio de 2018. Fue acusado el 21 de febrero de 2019 y sentenciado a cinco años de prisión el 2 de diciembre de 2019.

## Filmografía

### Películas
| Año  | Título                                                                | Otros títulos                                                            | Director            | Notas                                                              |
| ---- | --------------------------------------------------------------------- | ------------------------------------------------------------------------ | ------------------- | ------------------------------------------------------------------ |
| 2001 | Blue Spring                                                           | Aoi haru                                                                 | Toshiaki Toyoda     | Basada en el manga homónimo de Taiyo Matsumoto.                    |
| 2001 | Go                                                                    |                                                                          | Yukisada Isao       | Basada en la novela homónima de Kazuki Kaneshiro.                  |
| 2002 | Justice                                                               |                                                                          | Yukisada Isao       | Película corta                                                     |
| 2003 | Josee, the Tiger and the Fish                                         | ジョゼと虎と魚たち Joze to Tora to Sakanatachi                           | Isshin Inudo        | Basada en la novela homónima de Seiko Tanabe.                      |
| 2004 | Heaven's Bookstore                                                    | 天国の本屋～恋火 Tengoku no honya                                        | Tetsuo Shinohara    | Basada en la novela homónima de Atsushi Matsuhisa y Wataru Tanaka. |
| 2004 | Loved Gun                                                             | ラブドガン Rabudo gan                                                    | Kensaku Watanabe    |                                                                    |
| 2004 | 69 sixtynine                                                          |                                                                          | Sang-il Lee         | Basada en la novela semiautobiográfica de Ryu Murakami.            |
| 2004 | Blood and Bones                                                       | 血と骨 Chi to Hone                                                       | Yoichi Sai          | Basada en la novela semiautobiográfica de Yan Sogiru.              |
| 2005 | Neighbour No. 13                                                      | 隣人13号 Rinjin 13 Gou                                                   | Yasuo Inoue         | Basada en el manga de Santa Inoue.                                 |
| 2005 | The Whispering of the Gods                                            | ゲルマニウムの夜 Gerumaniumu no Yoru (Germanium's Night)                 | Tatsushi Ōmori      | Basada en la novela de Mangetsu Hanamura.                          |
| 2006 | Sway                                                                  | ゆれる Yureru                                                            | Miwa Nishikawa      |                                                                    |
| 2007 | The Matsugane Potshot Affair                                          | 松ヶ根乱射事件 Matsugane Ransha Jiken                                    | Nobuhiro Yamashita  | Basada en la novela de Ryūnosuke Akutagawa.                        |
| 2008 | A Crowd of Three                                                      | (ケンタとジュンとカヨちゃんの国 Kenta to Jun to Kayo-chan no Kuni        | Tatsushi Ōmori      |                                                                    |
| 2008 | My Darling of the Mountains                                           | Yama no Anata ~Tokuichi no Koi~ (Beyond the Mountains: Tokuichi in Love) | Katsuhito Ishii     |                                                                    |
| 2009 | The Blood of Rebirth                                                  | Yomigaeri no Chi                                                         | Toshiaki Toyoda     |                                                                    |
| 2009 | Kanikōsen                                                             | Kanikōsen                                                                | Hiroyuki Tanaka     |                                                                    |
| 2009 | The Wonderful World of Captain Kuhio                                  | Kuhio Taisa (Captain Kuhio)                                              | Daihachi Yoshida    |                                                                    |
| 2009 | 224466                                                                |                                                                          | Tadanobu Asano      |                                                                    |
| 2009 | Villon's Wife                                                         | ヴィヨンの妻 Viyon no Tsuma                                              | Kichitaro Negishi   | Basada en la novela corta de Osamu Dazai.                          |
| 2009 | Mt. Tsurugidake                                                       | 劒岳 点の記 Tsurugidake Ten no Ki                                        | Daisaku Kimura      | Basada en la novela de Jiro Nitta.                                 |
| 2010 | Douki                                                                 | 同期 (Synchronization)                                                   | Yu Irie             |                                                                    |
| 2010 | Love & Loathing & Lulu & Ayano                                        | (名前のない女たち Namae no Nai Onnatachi (Nameless Women)                | Hisayasu Satō       |                                                                    |
| 2010 | A Yakuza's Daughter Never Cries                                       | Doch yakudzy Yakuza Girl                                                 | Sergei Bodrov       |                                                                    |
| 2010 | Confessions                                                           | 告白 Kokuhaku                                                            | Tetsuya Nakashima   | Basada en la novela de Kanae Minato.                               |
| 2010 | All Around Us                                                         | ぐるりのこと Gururi no Koto (What's All Round Us)                        | Ryōsuke Hashiguchi  |                                                                    |
| 2010 | BOX: The Hakamada Case - What's Life?                                 | BOX 袴田事件 命とは BOX: Hakamada jiken - inochi towa                    | Banmei Takahashi    |                                                                    |
| 2011 | That's the Way!! A Film Starring Fujio Akatsuka                       | これでいいのだ!! 映画★赤塚不二夫 Korede iinoda!! Eiga★Akatsuka Fujio     | Hideaki Sato        |                                                                    |
| 2011 | Slapstick Brothers                                                    | 漫才ギャング Manzai gyangu (Manzai Gang)                                 | Hiroshi Shinagawa   |                                                                    |
| 2011 | Hara-kiri: Muerte de un samurai                                       | 一命 Ichimei (one life)                                                  | Takashi Miike       | basada en la novela "Ibun rônin-ki" de Yasuhiko Takiguchiuna.      |
| 2011 | Seiji: House 475                                                      | セイジ 陸の魚 Seiji: Riku no Sakana                                      | Yûsuke Iseya        |                                                                    |
| 2011 | Love Strikes!                                                         | モテキ Moteki                                                            | Hitoshi Ohne        |                                                                    |
| 2011 | The Eclipse's Shadow                                                  |                                                                          | Shiro Tokiwa        | Película corta                                                     |
| 2012 | Liar Game: Reborn                                                     | ライアーゲーム-再生-                                                     | Hiroaki Matsuyama   |                                                                    |
| 2012 | Space Brothers                                                        | 宇宙兄弟                                                                 | Yoshitaka Mori      |                                                                    |
| 2012 | House of Quilt                                                        | キルトの家 Quilt no ie                                                   |                     |                                                                    |
| 2012 | Helter Skelter                                                        | ヘルタースケルター Heruta Sukeruta                                       | Mika Ninagawa       |                                                                    |
| 2012 | Ushijima the Loan Shark                                               | 闇金ウシジマくん Yamikin Ushijima-kun                                    | Masatoshi Yamaguchi |                                                                    |
| 2012 | Outrage Beyond                                                        | アウトレイジ ビヨンド Autoreiji Biyondo                                  | Takeshi Kitano      |                                                                    |
| 2012 | Blazing Famiglia                                                      | 莫逆家族 Bakugeki Kazoku (Bakugyaku Family)                              | Kazuyoshi Kumakiri  |                                                                    |
| 2012 | The Samurai That Night                                                | その夜の侍 Sono Yoru no Samurai                                          | Masaaki Akahori     |                                                                    |
| 2012 | Hitori Shizuka                                                        | ヒトリシズカ                                                             | Hirayama Hideyuki   |                                                                    |
| 2013 | The Ravine of Goodbye                                                 | さよなら渓谷 (Sayonara keikoku)                                          | Tatsushi Ōmori      |                                                                    |
| 2013 | The Eternal Zero                                                      | 永遠の0 (Eien no Zero)                                                   | Takashi Yamazaki    |                                                                    |
| 2014 | 100 Yen Love                                                          | 百円の恋                                                                 | Masaharu Take       |                                                                    |
| 2014 | Tada's Do-It-All House                                                | まほろ駅前狂騒曲                                                         | Tatsushi Omori      |                                                                    |
| 2014 | Close Range Love                                                      | 近キョリ恋愛                                                             | Naoto Kumazawa      |                                                                    |
| 2014 | Climbing to Spring                                                    | 春を背負って                                                             | Daisaku Kimura      |                                                                    |
| 2014 | Kiki's Delivery Service                                               | 魔女の宅急便                                                             | Takashi Shimizu     |                                                                    |
| 2014 | Love's Whirlpool                                                      | 愛の渦                                                                   | Daisuke Miura       |                                                                    |
| 2014 | Judge!                                                                | ジャッジ！                                                               | Akira Nagai         |                                                                    |
| 2015 | Sayonara                                                              | さようなら                                                               | Kōji Fukada         | Basada en la obra de Oriza Hirata.                                 |
| 2015 | Parasyte: Part 2                                                      | 寄生獣 完結編                                                            | Takashi Yamazaki    |                                                                    |
| 2015 | Akegarasu                                                             | 明烏                                                                     | Yuichi Fukuda       |                                                                    |
| 2015 | Hero                                                                  |                                                                          | Masayuki Suzuki     |                                                                    |
| 2015 | Bakuman                                                               | バクマン。                                                               | Hitoshi One         |                                                                    |
| 2016 | The Actor                                                             | 俳優 亀岡拓次                                                            | Satoko Yokohama     |                                                                    |
| 2016 | While the Women Are Sleeping                                          | 女が眠る時                                                               | Wayne Wang          |                                                                    |
| 2016 | Lost and Found                                                        | 星ガ丘ワンダーランド                                                     | Show Yanagisawa     |                                                                    |
| 2016 | Hentai Kamen: Abnormal Crisis                                         | 変態仮面~アブノーマル・クライシス                                        | Yuichi Fukuda       |                                                                    |
| 2016 | The Katsuragi Murder Case                                             | 葛城事件                                                                 | Masaaki Akahori     |                                                                    |
| 2016 | Emi-Abi                                                               | エミアビのはじまりとはじまり                                             | Kensaku Watanabe    |                                                                    |
| 2017 | A Boy Who Wished to be Okuda Tamio And A Girl Who Drove All Men Crazy | 奥田民生になりたいボーイと出会う男すべて狂わせるガール                   | Hitoshi Ohne        |                                                                    |
| 2017 | Gintama                                                               | 銀魂                                                                     | Yūichi Fukuda       |                                                                    |
| 2017 | The Disastrous Life of Saiki K.                                       | 斉木楠雄のΨ難                                                            | Yūichi Fukuda       |                                                                    |
| 2018 | Chiri Tsubaki                                                         | 散り椿                                                                   | Daisaku Kimura      |                                                                    |
| 2018 | Ken'en                                                                | 犬猿                                                                     | Keisuke Yoshida     | Takuji                                                             |

### Televisión
- Penance (2012)
- Going My Home (2012)
- Hitori Shizuka Ep.2 (2012)
- Secret Honeymoon (2012)
- Makyo Onsen: Hito o sagashite (2012)
- Kuroi Junin no Kuroki Hitomi (Ep. Kuroi Hakui no Onna)  (2012)
- The Locked Room Murders Ep.5 (2012)
- Kaitakusha-tachi (2012)
- Shokuzai Last ep. (2012)
- Hakuba no Ōji-sama Junai Tekireiki (2013)[15]
- Taberudake (2013)
- Radio (2013)
- Shoten'in Michiru no Mi no ue Banashi (2013)
- Mahoro Ekimae Bangaichi Ep.5 (2013)
- Nobunaga Concerto (2014)
- 64: Rokuyon (2015)
- I'm Home (2015)
- Do Konjo Gaeru (2015)
- Ichiban Densha ga Hashitta (2015)
- Shitamachi Rocket (2015), Keiji Tomiyama
- Aka Medaka (2015)
- Sanada Maru (2016), Katō Kiyomasa
- Indigo no Koibito (2016), Kenji Harada
- Busujima Yuriko no Sekirara Nikki (2016, Shōta Ozu
- Totto TV (2016), Rokusuke Ei
- Haikei, Minpaku-sama (2016), Kanta Yamashita
- Kidnap Tour (2016)
- Midnight Diner: Tokyo Stories (2016)
- Shukatsu Kazoku: Kitto, Umaku Iku (2017), Kota Kunihara